# Znak (pismo konspiracyjne)

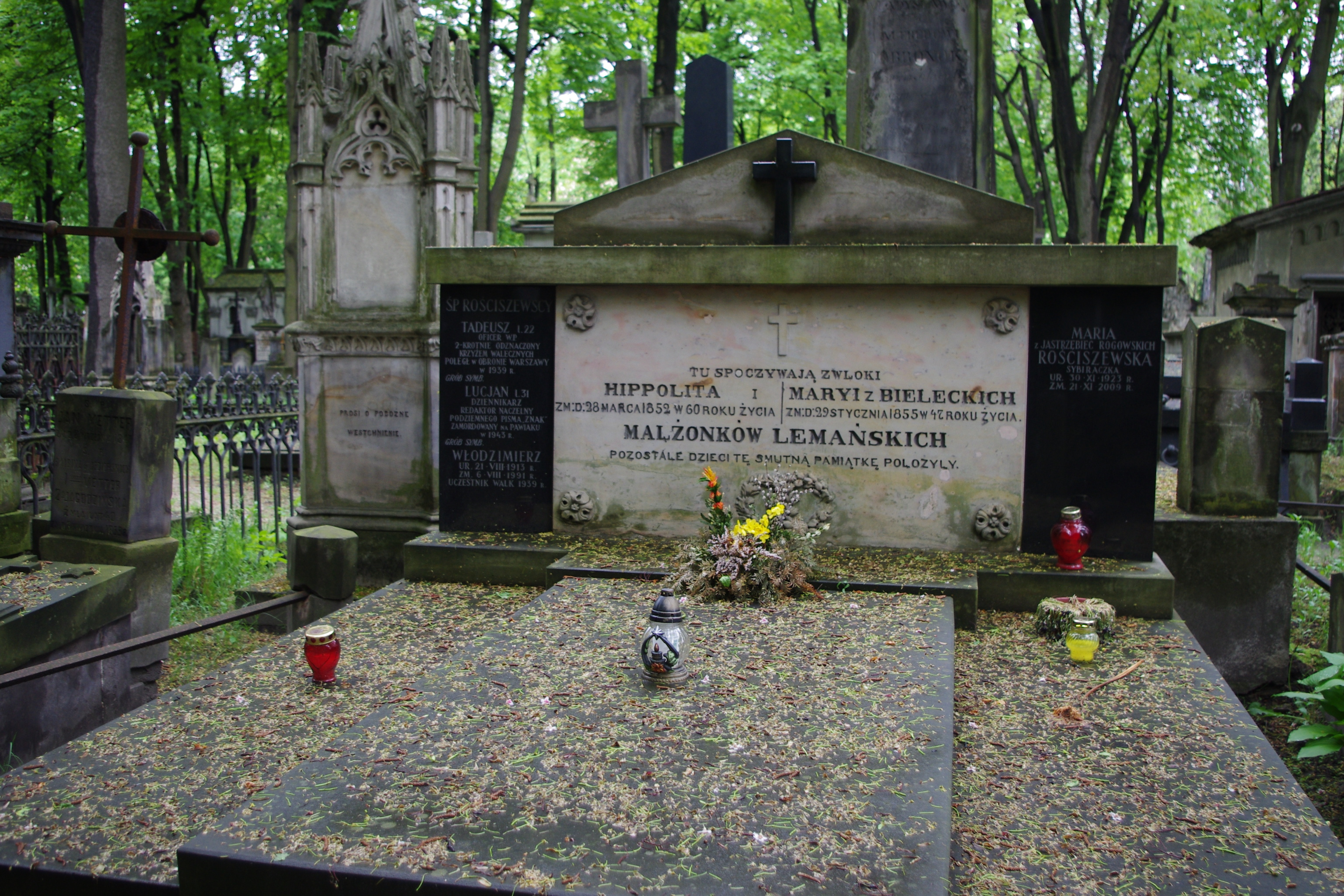
Grób Lucjana Rościszewskiego – dziennikarza, redaktora naczelnego „Znaku”, zamordowanego w 1943 na Pawiaku – cmentarz Stare Powązki w Warszawie

Znak – dwutygodnik, organ prasowy grupy „Znak”, wydawany w Warszawie w latach 1940–1943. Po przyłączeniu się „Znaku” do Konfederacji Narodu ukazywał się jako pismo KN.

## Historia i profil
Pierwszy numer „Znaku” ukazał się 1 marca 1940. Motto pisma, umieszczone na pierwszej stronie, brzmiało początkowo: Bóg – Honor – Ojczyzna. Począwszy od numeru 11. zostało nieco zmodyfikowane i przybrało postać: Bóg – Ojczyzna – Honor. Na pierwszej stronie znajdował się też emblemat: orzeł piastowski z krzyżem na koronie. Od 1 listopada 1940 nad tytułem zaczęto umieszczać nazwę organizacji, do której przyłączyła się grupa „Znak” – Konfederacja Narodu.
Początkowe numery „Znaku” przepisywane były na maszynie i powielane. Najpierw w mieszkaniu Jadwigi Włodarkiewiczowej, matki Jana Włodarkiewicza na Mokotowie, następnie w mieszkaniu Zofii Kamińskiej-Trzcińskiej przy ul. Myśliwieckiej i willi pani Gołubowskiej w Laskach. Za techniczną stronę wydawania pisma odpowiedzialni byli kolejno Stanisław Karol Dangel i Witold Szklennik. Od zimy 1940/1941 pismo było drukowane – drukarnia znajdowała się w piwnicach niewykończonego budynku w pobliżu fortu Czerniakowskiego.
Nakład poszczególnych numerów wynosił od 2000 do 4000 egzemplarzy.

## Skład redakcji
- Lucjan Rościszewski – redaktor naczelny,
- Stanisław Roman Dangel – przewodniczący komitetu redakcyjnego,
- Jan Włodarkiewicz
- Kazimierz Feliks Kumaniecki
- Zygmunt Ważyński

Pismo zamieszczało wiadomości wojskowe i polityczne z kraju i zagranicy (pochodzące, między innymi, z nasłuchu radiowego), artykuły informacyjne, polityczne i propagandowe.